# Frank Dicksee
Sir Francis Bernard Dicksee KCVO PRA (London, 1853. november 27. – London, 1928. október 17.) angol viktoriánus festő és illusztrátor, aki leginkább drámai irodalmi, történelmi és legendás jeleneteket ábrázoló képeiről ismert. A divatos nők portréinak neves festője is volt, ami hozzájárult ahhoz, hogy a maga idejében sikereket érjen el.

## Élete
Dicksee apja, Thomas Dicksee festő volt, aki fiatal kora óta tanította Frankot, valamint húgát, Margaretet. A család a Fitzroy Square-en, Bloomsburyben élt. Dicksee 1870-ben iratkozott be a Királyi Művészeti Akadémiába, és már korán sikereket ért el. 1891-ben beválasztották az Akadémiára, majd 1924-ben annak elnöke lett.
1925-ben Lovaggá ütötték, 1927-ben V. György brit király  a Viktoriánus Királyi Rendbe nevezte ki. 1921-ben Dicksee kiállított a Grafikai Társaság első kiállításán Londonban. 

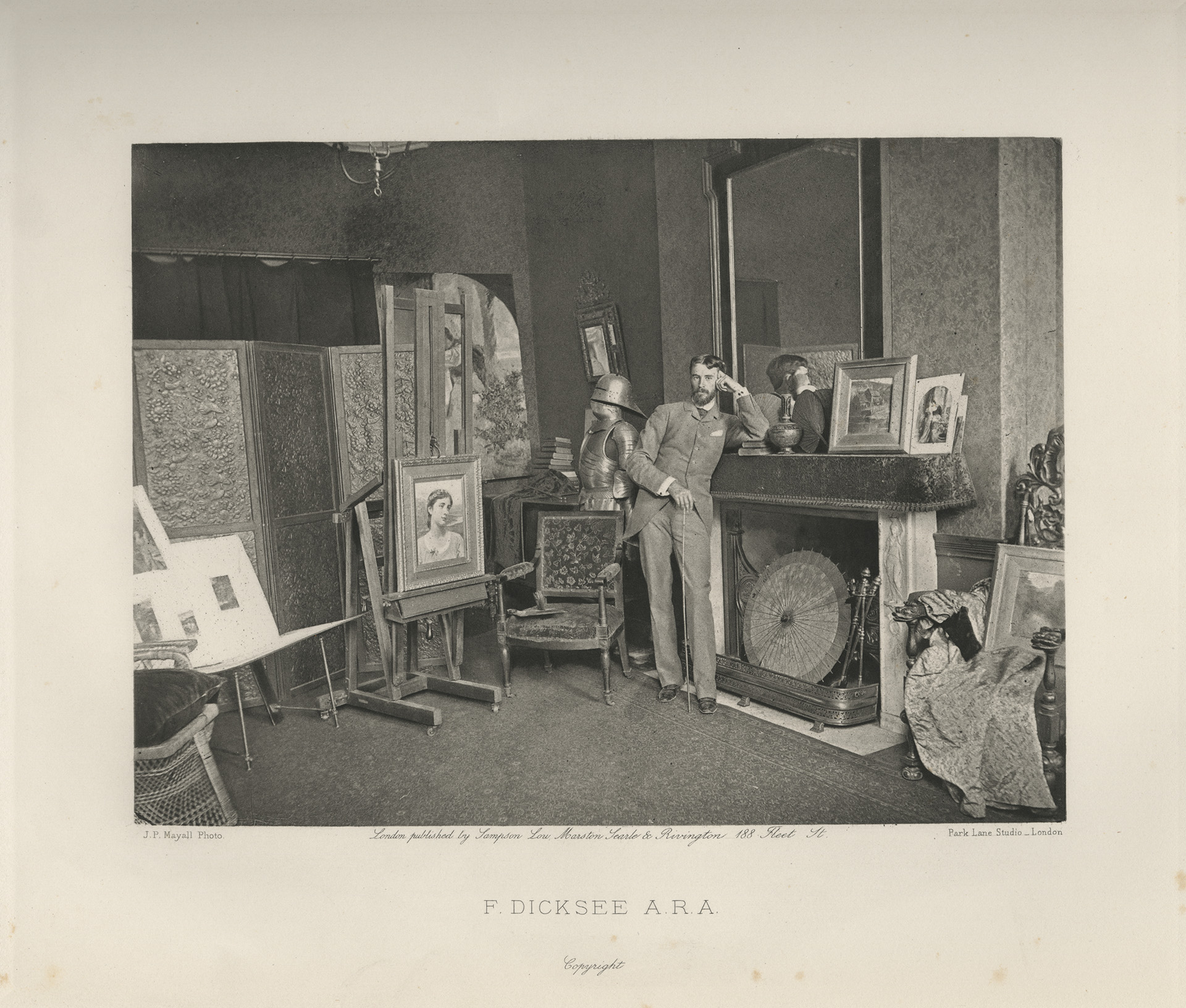
Dicksee, JP Mayall

Dicksee megfestette a Viking temetését (1893; Manchester Art Gallery), amelyet 1928-ban Arthur Burton édesanyja emlékére adományozott a Manchester Corporationnek. A viktoriánus kritikusok pozitív és negatív értékeléseket is adtak művéről, a bemutatódarab tökéletessége, valamint drámai és kissé színpadias környezete miatt. A festményt a svéd Viking/Black metal banda, a Bathory használta 1990-es Hammerheart című albumának borítójához.
Az Antik Collector's Club gondozásában 2016-ban megjelent egy könyv Simon Toll tollából, Frank Dicksee életéről és munkásságáról ismert festményeinek és rajzainak teljes katalógusával.

## Galéria

Frank Dicksee művei
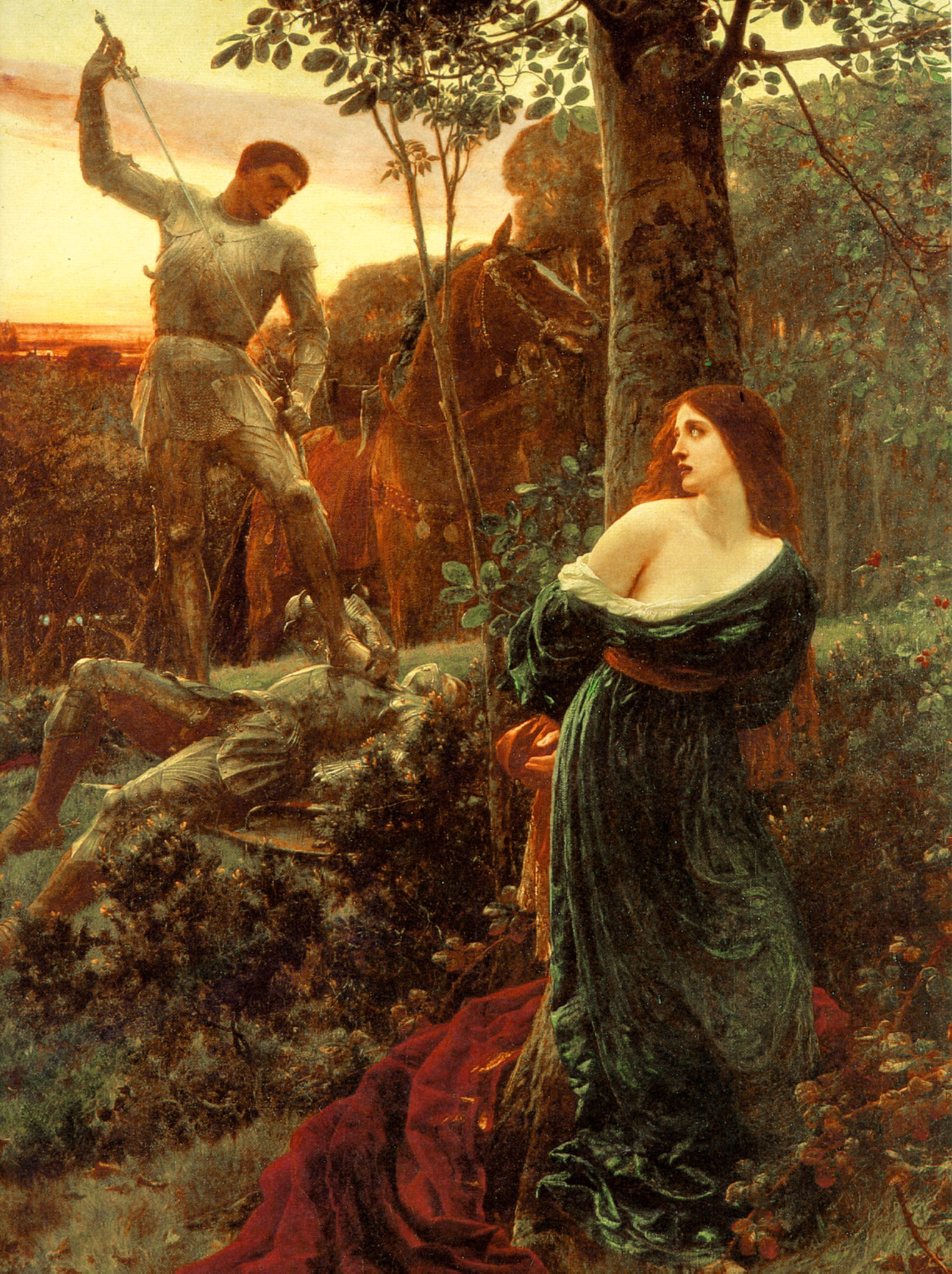
Lovagvilág, 1885
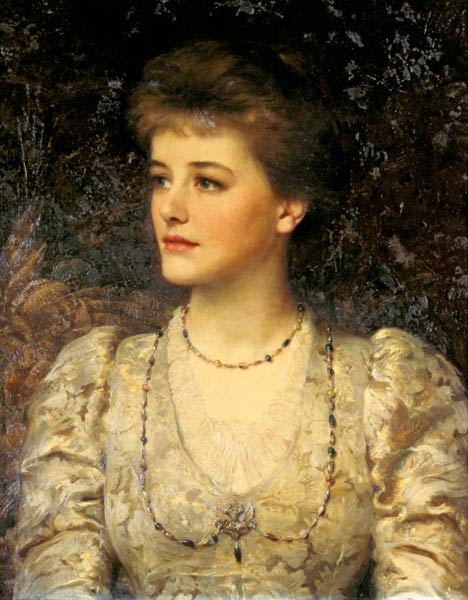
Lady Palmer
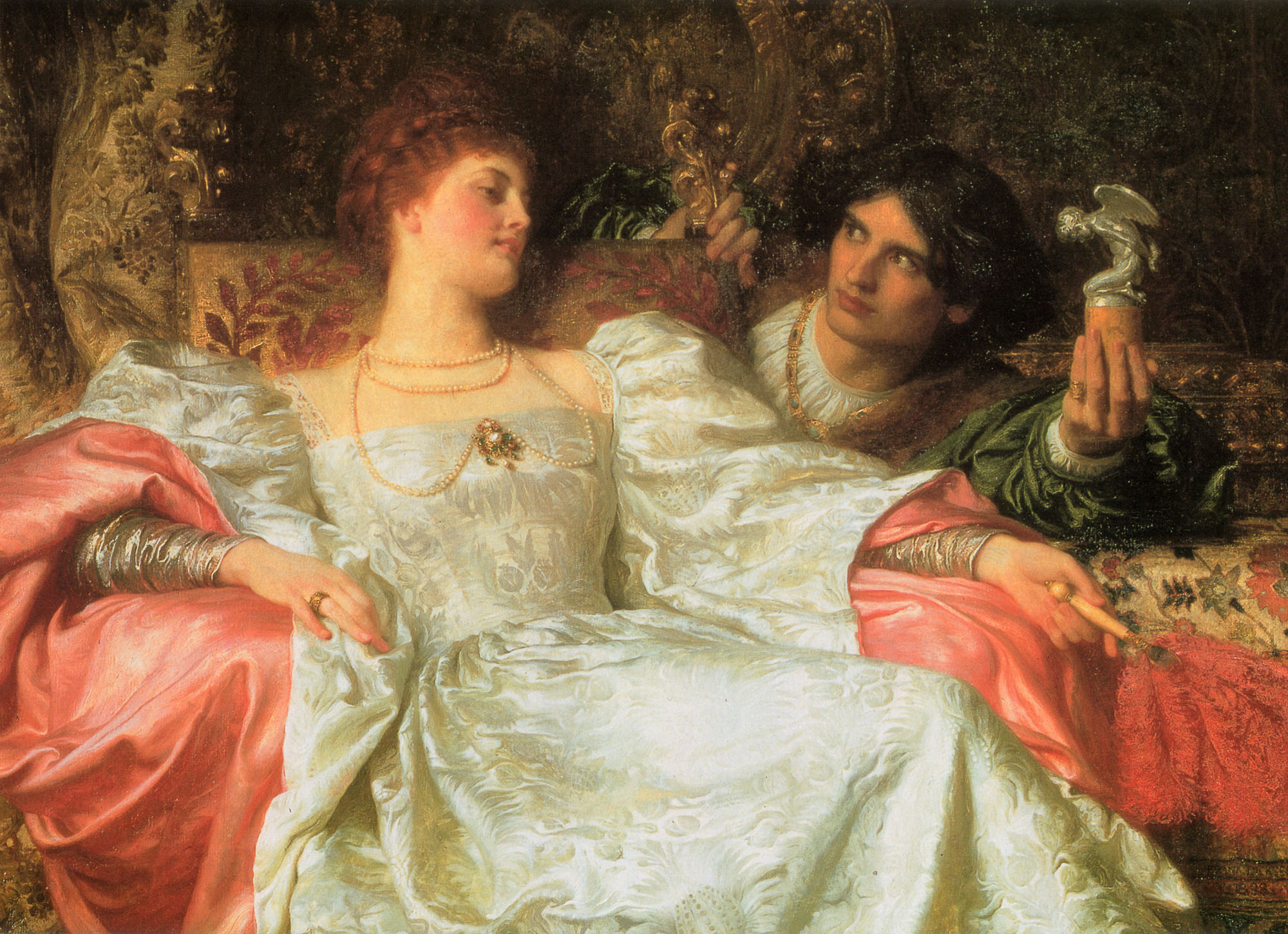
Ajánlat
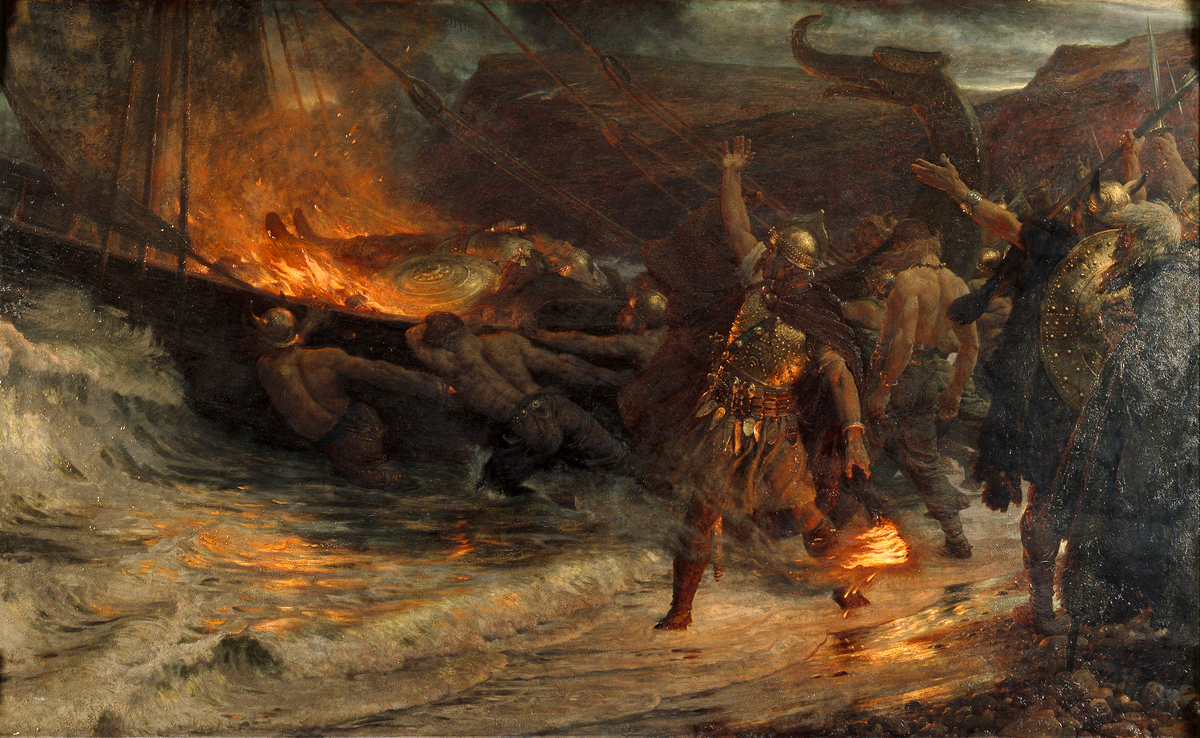
Viking temetés, 1893
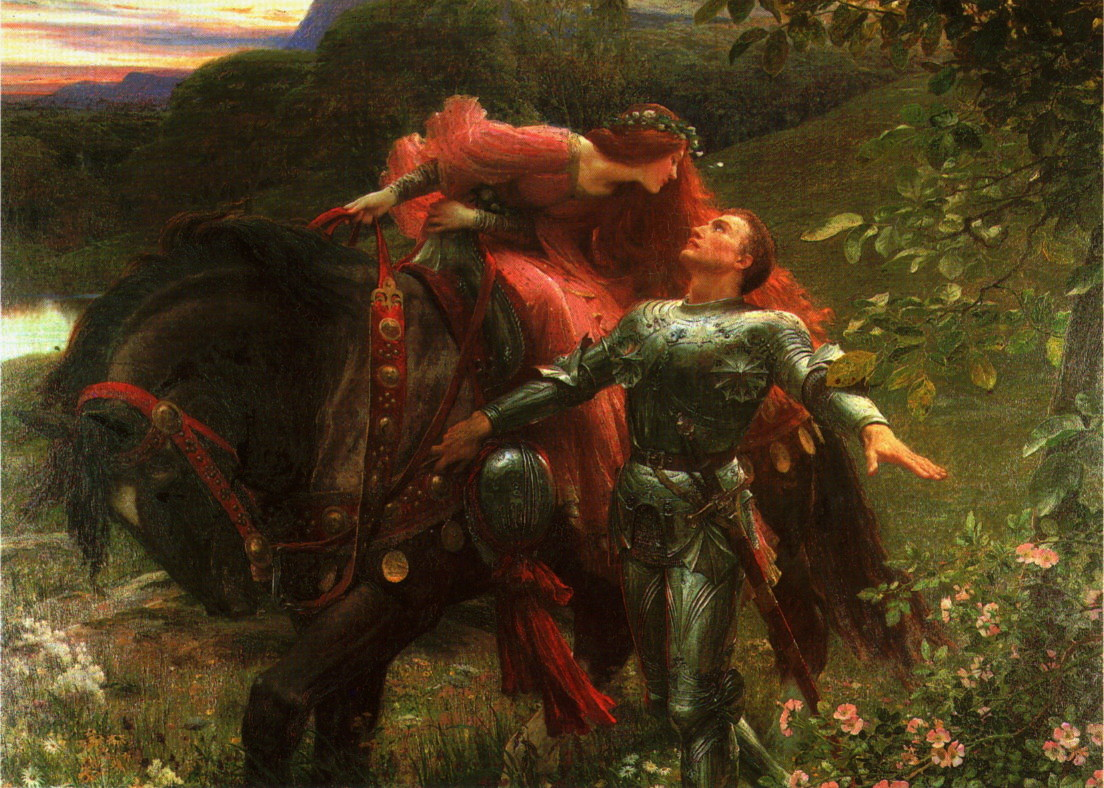
A szép hölgy irgalom nélkül
Rómeó és Júlia, 1884
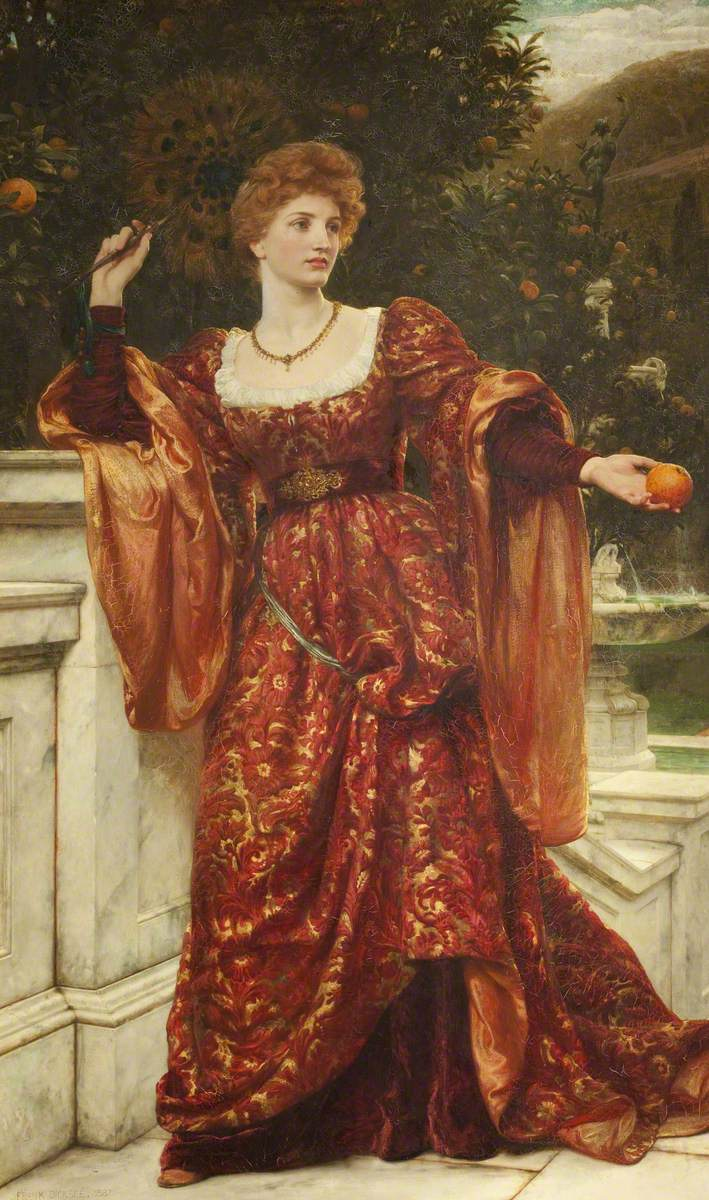
Hesperia, 1887
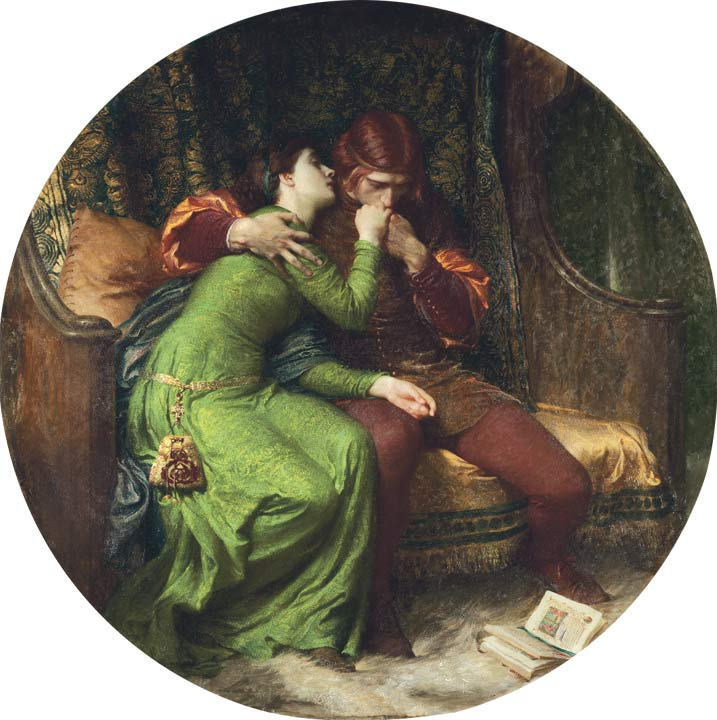
Paolo és Francesca da Rimini, 1894
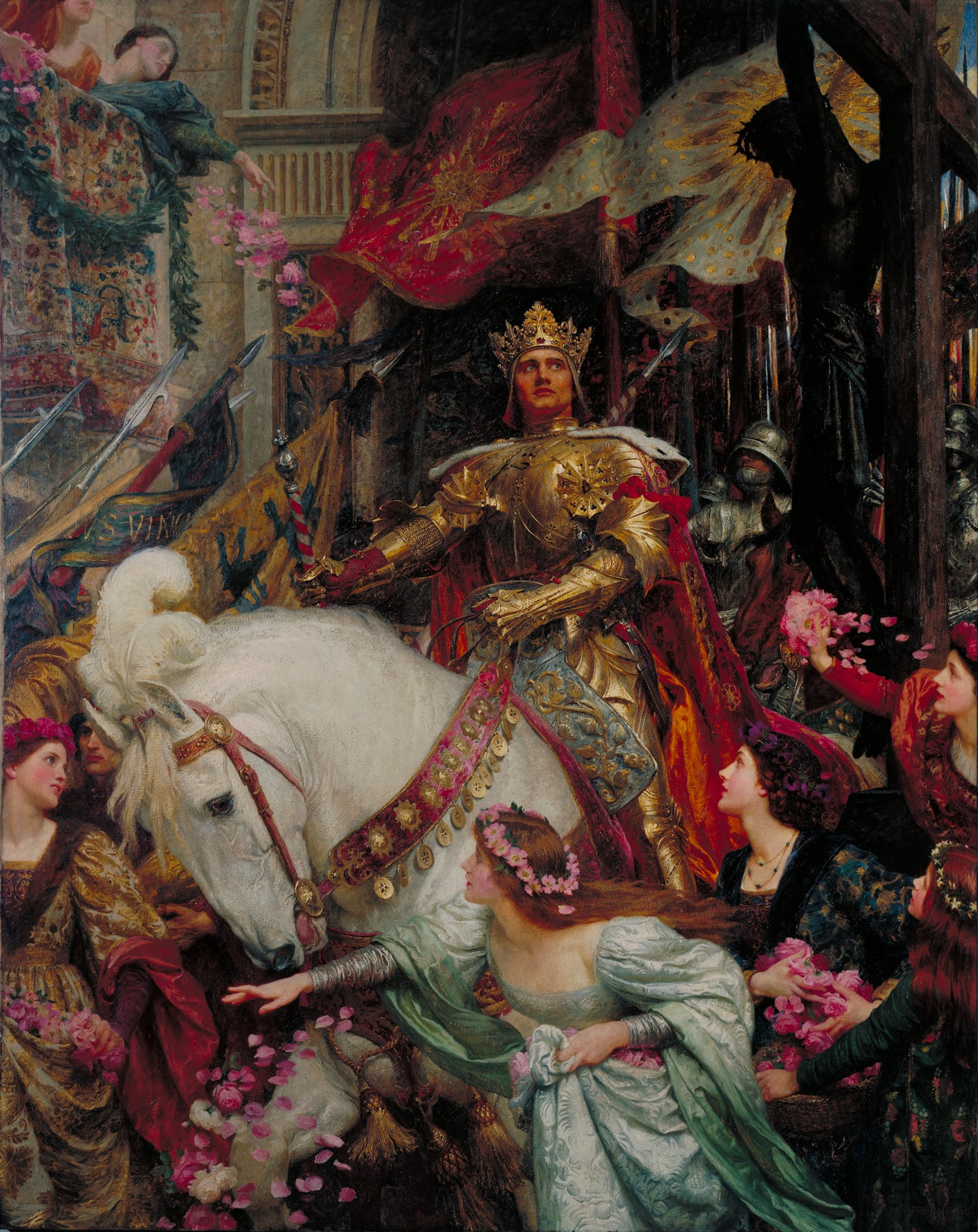
A két korona, 1900
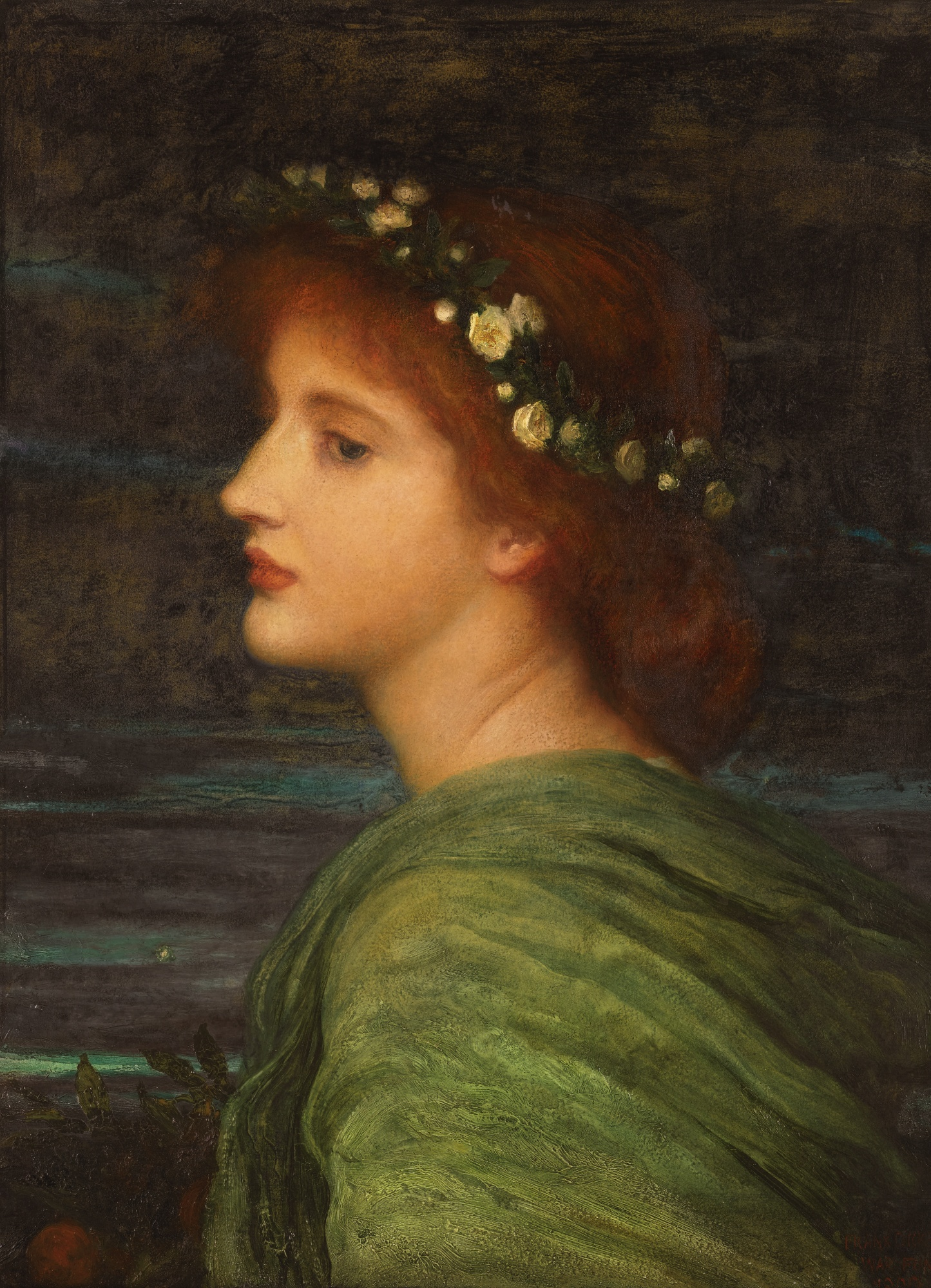
Stella, 1900
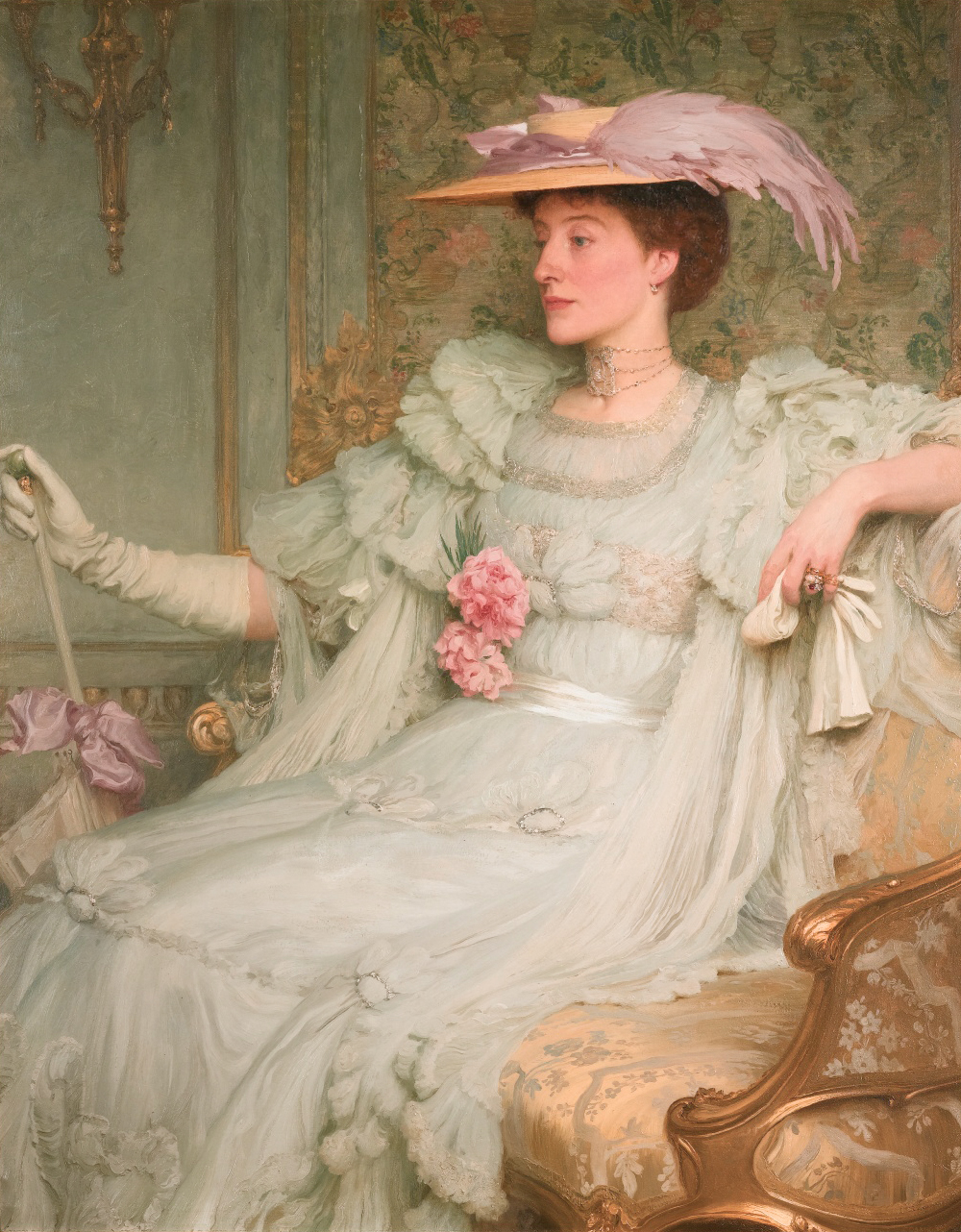
Lady Hillingdon, 1905
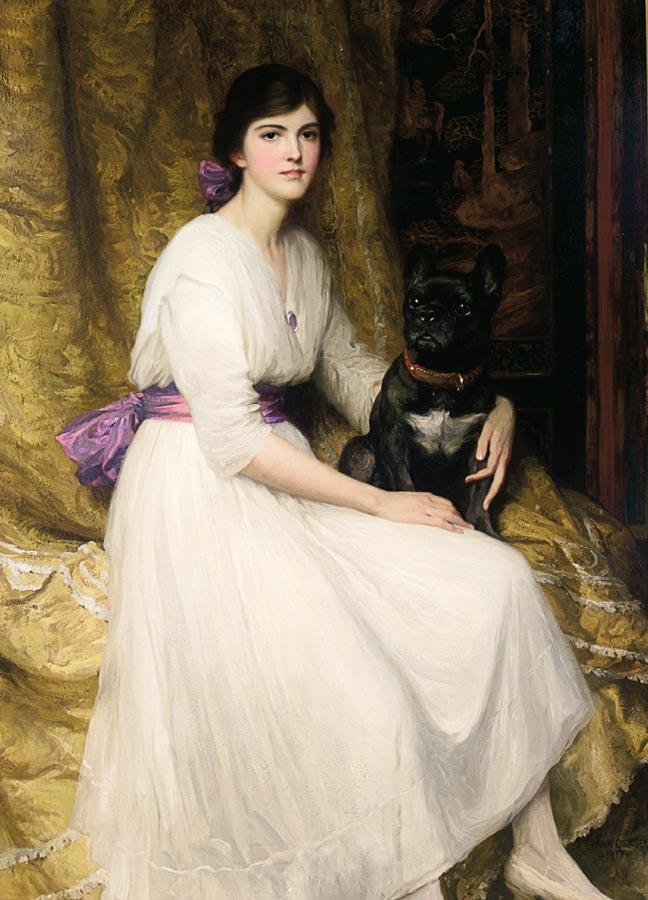
Dorothy, a művész unokahúgának portréja, 1917
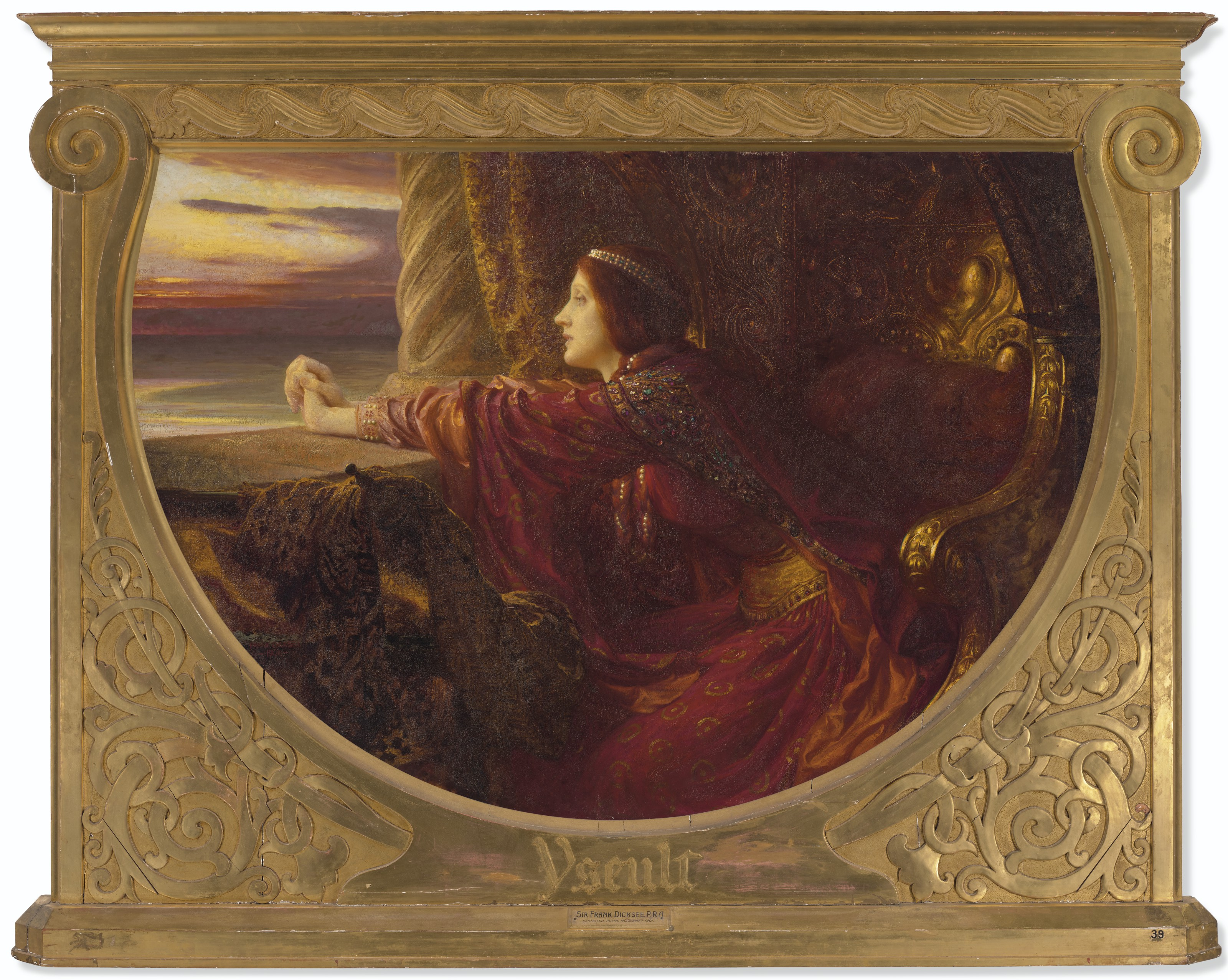
Trisztán és Izolda, 1901
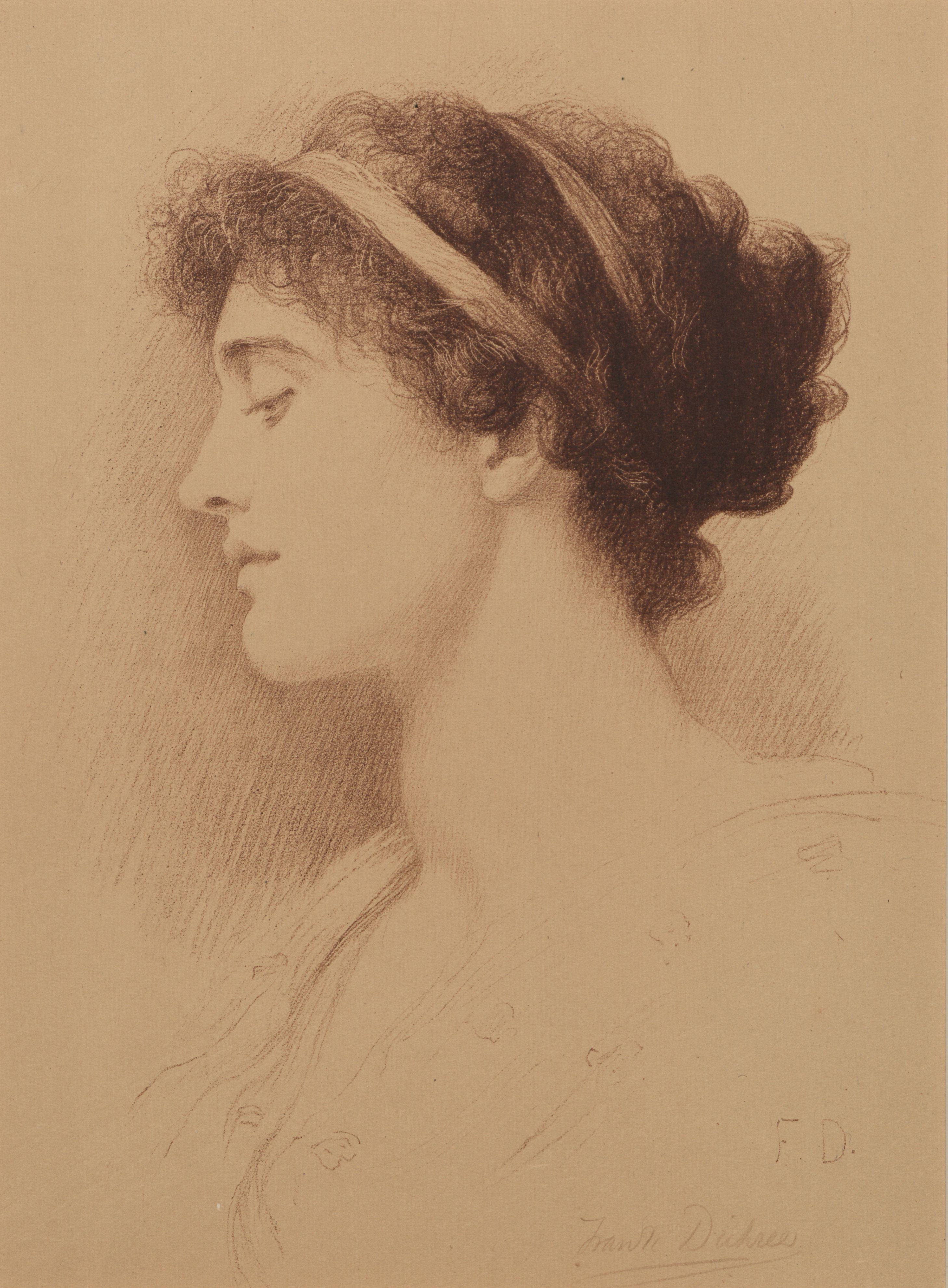
Fejtanulmány Aberdeen Archívum, Galéria és Múzeumok

## Fordítás
- Ez a szócikk részben vagy egészben  a   Frank Dicksee című angol Wikipédia-szócikk ezen változatának fordításán alapul.  Az eredeti cikk szerkesztőit annak laptörténete sorolja fel. Ez a jelzés csupán a megfogalmazás eredetét és a szerzői jogokat jelzi, nem szolgál a cikkben szereplő információk forrásmegjelöléseként.